# Paramacrobiotus danielae
Espèce
Synonymes
- Macrobiotus danielae Pilato, Binda, Napolitano & Moncada, 2001

Paramacrobiotus danielae est une espèce de tardigrades de la famille des Macrobiotidae.

## Distribution
Cette espèce se rencontre en Équateur et au Pérou.

## Étymologie
Cette espèce est nommée en l'honneur de Daniela Lo Faro.

## Publication originale
- Pilato, Binda, Napolitano & Moncada, 2001 : Notes on South American tardigrades with the description of two new species: Pseudechiniscus spinerectus and Macrobiotus danielae. Tropical Zoology (Florence), p. 14, no 2, p. 223-231.